# 7321 Minervahoyt
7321 Minervahoyt este o planetă minoră (asteroid), cu un diametru de 5,223 km, din centura de asteroizi. A fost descoperită pe 25 iunie 1979 la Observatorul Siding Spring de Eleanor F. Helin și a fost numită după Minerva Hamilton Hoyt⁠(d). 
Obiectul prezintă o orbită caracterizată de o semiaxă mare de 2,5325843 UAi, o excentricitate de 0,08, o înclinație de 2,28882 ° în raport cu ecliptica.